# باول بيترسون (لاعب كرة قدم أمريكية)
باول بيترسون (بالإنجليزية: Paul Peterson)‏ هو لاعب كرة قدم أمريكية أمريكي، ولد في 29 يوليو 1980 في ألينتاون في الولايات المتحدة.